# Philippe Berruyer
Pour les articles homonymes, voir Berruyer.
Philippe Berruyer ou de Bourges († 1261) a été évêque d'Orléans et archevêque de Bourges.

## Biographie
Il est le neveu de Saint Guillaume de Donjon (évêque de Bourges en 1200) et de Eudes (ou Odon) de Saint-Amant (Grand Maître de l'Ordre du Temple de 1171 à 1179). Évêque d'Orléans, il est nommé archevêque de Bourges en 1235 par autorité directe du pape Grégoire IX après que le chapitre de la cathédrale de Bourges n'ait pas été capable d'élire validement un successeur à Simon de Sully, mort en 1232.
Philippe est soutenu par les rois de France et c'est par exemple lui qui est choisi par Louis IX pour consacrer la chapelle basse de la Sainte-Chapelle de Paris en 1248. Il soutient dès 1238 l'achat de nouveaux livres pour la cathédrale et favorise l'implantation des franciscains et des dominicains à Bourges.
Il a été canonisé en 1267 par le pape Clément IV[réf. souhaitée]. C'est Louis IX qui initie cette demande de canonisation, auprès d'Urbain IV.